# Blandina Ridder
Blandina Ridder (geb. als Maria Ridder, * 4. Mai 1871 in Anreppen; † 22. Oktober 1916 in Köln) war eine deutsche Krankenpflegerin und Ordensschwester der Cellitinnen. 
Maria Ridder trat im Jahre 1889 bei den Kölner Cellitinnen nach der Regel des hl. Augustinus ein. Ab dem Jahr 1898 wirkte sie in deren Bürgerhospital in der Severinstraße mit. An der Seite von Professor Bernhard Bardenheuer arbeitete sie als eine der ersten Kölner Röntgenschwestern in der chirurgischen Station der Klinik. In den Anfangsjahren der medizinischen Röntgentechnik war das Bedienungspersonal den schädlichen Strahlen schutzlos ausgesetzt. So erkrankte Ridder 18 Monate nach Aufnahme dieser Tätigkeit an Krebs. Sie arbeitete so lange, wie es ihr Gesundheitszustand zuließ weiter im Krankenhaus und verstarb im Alter von 45 Jahren.

## Andenken
Im Jahre 1953 wurde die Krankenpflegeschule im Krankenhaus Köln-Merheim nach ihr benannt. Auf dem an die „Märtyrer der Röntgen-Diagnostik“ vor dem Hamburger St.-Georg-Krankenhaus erinnernden Ehrenmal der Radiologie ist ihr Name verzeichnet.
2018 wurde in Köln-Lindenthal die Blandina-Ridder-Straße nach ihr benannt.